# غابرييل بلاندو
غابرييل بلاندو (مواليد 1925) هو مبارز بالسيف كولومبي، مثّل بلاده في الألعاب الأولمبية الصيفية 1956.

## روابط خارجية
غابرييل بلاندو على موقع أوليمبيديا (الإنجليزية)